# Thomas Eardley Bromley
Sir Thomas Eardley Bromley, KCMG (* 14. Dezember 1911; † 18. Juni 1987) war ein britischer Diplomat.

## Leben
Thomas Eardley Bromley, Sohn von Thomas Edward Bromley, absolvierte nach dem Besuch der renommierten 1567 gegründeten Rugby School ein Studium am Magdalen College der University of Oxford. Anschließend trat er am 24. Oktober 1935 in den konsularischen Dienst (Consular Service) und wurde am 23. November 1938 Vizekonsul in Japan Später wechselte er in den diplomatischen Dienst (HM Diplomatic Service) und wurde am 1. August 1945 in die Besoldungsgruppe Seventh Grade sowie am 21. Januar 1953 in die Besoldungsgruppe Sixth Grade of the Branch A befördert. 1953 war er kurzzeitig Botschaftsrat (Counsellor) an der Botschaft im Irak sowie nach seiner Rückkehr zwischen 1954 und 1956 im Außenministerium (Foreign Office) Leiter des Referats Afrika (Head of African Department, Foreign Office). Danach war er zwischen 1955 und 1956 auch als Leitender Zivilausbilder (Senior Civilian Instructor) am Imperial Defence College in London tätig. Für seine Verdienste wurde er am 9. Juni 1955 Companion des Order of St Michael and St George (CMG). 1957 wurde er Inspektor im Außenministerium.
Bromley wurde am 1. Juli 1960 erster Botschafter des Vereinigten Königreichs in Somalia ab und verblieb auf diesem Posten bis Dezember 1961, woraufhin Lancelot Pyman seine dortige Nachfolge antrat. Er selbst wurde am 22. Januar 1962 Botschafter in Syrien. Er bekleidete dieses Amt bis August 1964 und wurde danach von Trefor Ellis Evans abgelöst. Er wurde am 13. Juni 1964 zum Knight Commander des Order of St Michael and St George (KCMG) geschlagen, so dass er fortan den Namenszusatz „Sir“ trug.
Am 8. September 1964 übernahm Sir Thomas Bromley wiederum im Wechsel von Trefor Ellis Evans den Posten als Botschafter in Algerien und bekleidete diesen bis 1965. Nachdem Sturz von Staats- und Ministerpräsident Ahmed Ben Bella durch Houari Boumedienne in einem Staatsstreich 19. Juni 1965 wurde der formelle Betrieb der britischen Botschaft eingestellt, woraufhin bis 1968 lediglich eine Interessenvertretung unter Leitung des Generalkonsuls in Algier Simon Dawbarn bestand. Zuletzt wurde er am 6. Oktober 1966 Botschafter in Äthiopien und dort Nachfolger von Sir John Wriothesley Russell. Er hatte dieses Amt bis zu seinem Ausscheiden aus dem diplomatischen Dienst 1969 inne und wurde im Anschluss von Alan Hugh Campbell abgelöst.
Nach seinem Eintritt in den Ruhestand war Sir Thomas Eardley Bromley von Dezember 1970 bis 1972 Sekretär des Churches Main Committee, deren Aufgabe die Zusammenführung der Anliegen der wichtigen Kirchen und Konfessionen als Verbindungsstelle zur Regierung ist. Er war zwei Mal verheiratet. In erster Ehe heiratete er 1944 Diana Marion Pratt, Tochter von Sir John Thomas Pratt und Nichte des Filmschauspielers Boris Karloff, der mit Geburtsnamen William Henry Pratt hieß. Nachdem diese 1958 ihre beiden Söhne tötete und einen Selbstmordversuch unternahm, wurde sie für psychisch krank erklärt. Nachdem die Ehe 1966 aufgelöst worden war, heiratete er in zweiter Ehe Alison Coutts Toulmin (geb. Coutts), die erste Frau des Philosophen und Argumentationstheorikers Stephen Toulmin.